# 布吕兰
布吕兰（法語：Brûlain，法語發音：[bʁylɛ̃]）是法国德塞夫勒省的一个市镇，属于尼奥尔区。

## 地理
布吕兰（46°12'7"N, 0°19'16"W）面积24.67 平方千米，位于法国新阿基坦大区德塞夫勒省，该省份为法国西部内陆省份，北起曼恩-卢瓦尔省，西接旺代省，南至夏朗德省和滨海夏朗德省，东临维埃纳省。
与布吕兰接壤的市镇（或旧市镇、城区）包括：莱福斯、佩里涅、普拉埃克、圣马丹德贝尔讷古、贝勒河畔瑟孔迪涅、艾贡迪涅、贝勒河畔塞勒。

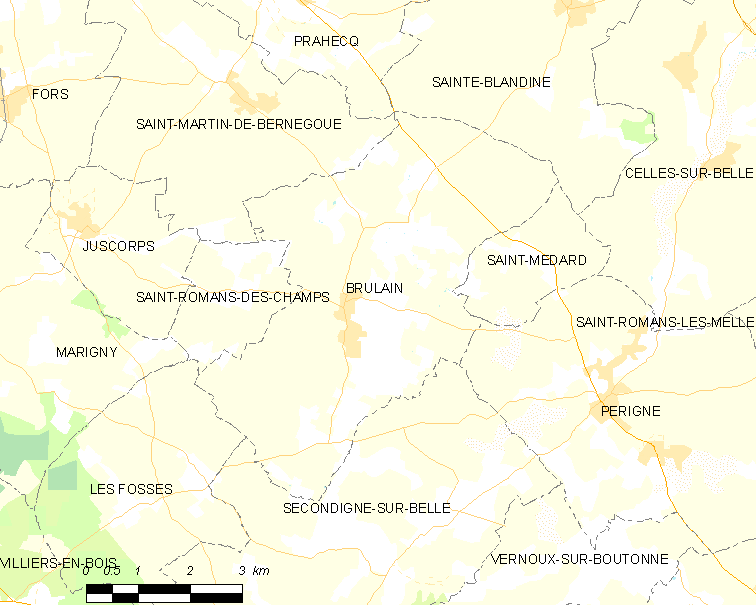
布吕兰的OSM定位图

布吕兰的时区为UTC+01:00、UTC+02:00（夏令时）。

## 行政
布吕兰的邮政编码为79230，INSEE市镇编码为79058。

## 政治
布吕兰所属的省级选区为尼奥尔平原县。

## 人口

1962-2008年间布吕兰人口变化图示

布吕兰于2022年1月1日时的人口数量为748人。